# Manfred Tischer

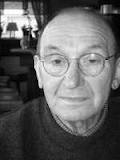
Manfred Tischer im Jahr 2005 (Foto: Sebastian Tischer).

Manfred Tischer (* 13. März 1925 in Naumburg an der Saale; † 22. Februar 2008 in Düsseldorf) war ein deutscher Künstlerfotograf, der insbesondere mit seinen Fotografien im Umfeld der Düsseldorfer ZERO-Gruppe und durch die fotografische Begleitung von Aktionen des Künstlers Joseph Beuys bekannt wurde. Seit 2010 sind zahlreiche seiner Fotografien online über das Tischer-Archiv zugänglich.

## Leben

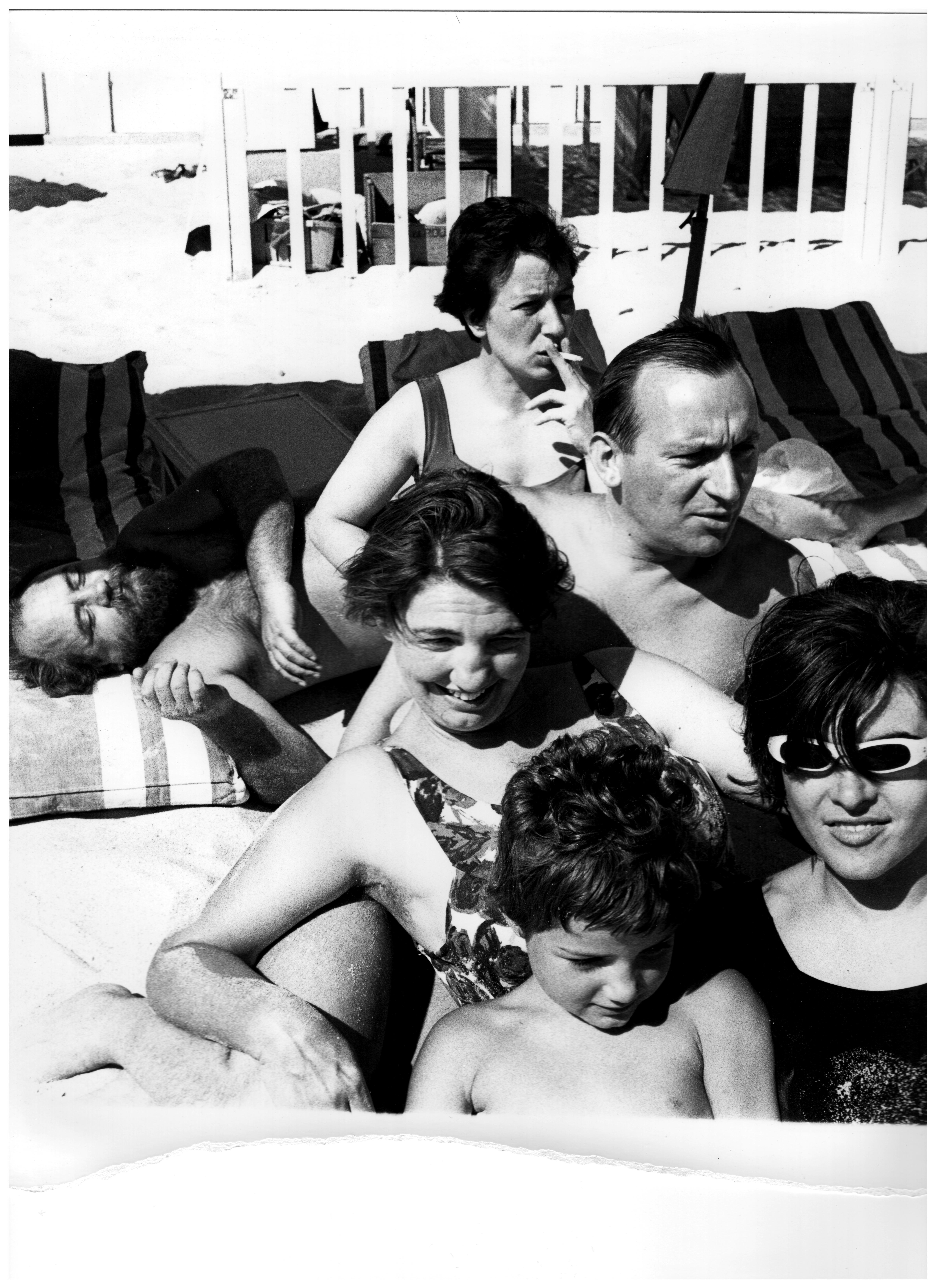
Manfred Tischer mit der Frau des Zero-Künstlers Otto Piene (mit Zigarette), Alfred Schmela (Galerist Düsseldorf) liegend, seiner Gattin der Galeristin Monika Schmela, der Tochter und späteren Galeristin Ulrike Schmela und Dr. Erika Tischer (Ehefrau des Fotografen, mit Sonnenbrille) am Strand von Nizza 1961. (© Manfred Tischer)

Manfred Tischer wuchs in Naumburg an der Saale als ältester von drei Söhnen des Textilkaufmanns Wilhelm Tischer und dessen Ehefrau Lisa, geb. Herrmann auf. Sein Vater nahm an beiden Weltkriegen teil. Als ältester Sohn hätte Manfred Tischer eigentlich das Familienunternehmen übernehmen sollen. Nach dem Notabitur 1943 absolvierte Tischer aber stattdessen 1948/49 in Karlsruhe und Frankfurt am Main ein Zeitungsvolontariat und zeigte damals bereits Interesse am Fotojournalismus. Kurz darauf verließ Manfred Tischer die DDR mit einem gefälschten Pass über Berlin nach München.
Nach seinem familiär bedingten Weggang aus München, wo er ab 1951 zunächst bei Hanns Hubmann und dann bei Lars von Looschen als Assistent beschäftigt war, lernte er in Düsseldorf seine zukünftige Ehefrau Erika Kiepka kennen. Das Ehepaar bekam zwei Söhne.
Parallel zu seiner freiberuflichen Tätigkeit studierte Manfred Tischer zwischen 1958 und 1963 Kunstgeschichte an der Universität zu Köln. Zwischen 1973 und 1992 war Manfred Tischer an der Fachhochschule Düsseldorf zudem Lehrbeauftragter für Fotografie. Manfred und Erika Tischer trennten sich 1985; bis Ende 2004 lebte Manfred Tischer mit seiner zweiten Ehefrau Regina und anschließend allein in Düsseldorf. Manfred Tischer starb am 22. Februar 2008, beigesetzt ist er auf dem Südfriedhof Düsseldorf.
Der Düsseldorfer Kunstverein verlautbarte in seinem Nachruf in der Westdeutschen Zeitung, Tischer sei „kein Freund menschenleerer Ausstellungshallen“ gewesen, „wo nur die Kunst zählte“. Ihn interessierte „das Milieu, die menschliche Situation, wenn etwa Gerhard Richter 1971 vor seinen Farbtafeln stand und seinen Arm über seine kleine Tochter Betty legte. Oder wenn Tischer mit Konrad Klapheck parlierte, beide korrekt wie Banker gekleidet.“

## Schaffen

### Ausbildungszeit in München und Düsseldorf (1949–1958)
Tischer absolvierte von 1949 bis 1951 in Weißenfels eine Fotografenlehre und arbeitete nach abgeschlossener Gesellenprüfung zunächst zwei Jahre lang als Assistent des Fotografen und Fotojournalisten Hanns Hubmann, der Mitbegründer der Zeitschrift Quick und bis 1980 einer ihrer wichtigsten Fotografen war. Einen ersten Einblick in die Möglichkeiten, die die Porträtfotografie gerade Filmschauspielern zur aktiven Persönlichkeitslenkung bot, erhielt Tischer dann bis 1953 im Münchner Atelier von Lars Looschen, der Ingrid Bergman, Mario Adorf, Edith Teichmann, Helmut Schmid und andere mit der Großbildkamera in Szene setzte. Anschließend war Tischer in Düsseldorf rund vier Jahre lang als Industriefotograf in der Jagenberg AG tätig.

### Fotografen-Atelier in Düsseldorf (ab 1958)
Als freier Fotograf erhielt Manfred Tischer ab 1958 erste Aufträge aus der Werbebranche; außerdem fotografierte er für Architekturzeitungen und fertigte erste Porträts an – seine große Leidenschaft und jenes Genre, in dem er zur Meisterschaft gefunden hat. Denn seine Fotografien, stets mit der Leica in nüchternem Schwarz-Weiß gemacht, sind ohne Scheinwerfer und Assistenten, nicht inszeniert, sondern genau beobachtet, und ließen deshalb den Porträtierten wenig Gelegenheit, sich selbst in Szene zu setzen. Sie zeigen scheinbare Schnappschüsse, die doch seitens des Fotografen durchdacht sind: „Bei langen Fotoserien ist Glück im Spiel; ich mache nur ein Bild, das entsteht im Kopf“, so Manfred Tischer.  Insofern hielt er sich bei den von ihm dokumentierten Vernissagen, Ausstellungen und Kunstaktionen, aber auch in den Ateliers der Künstler stets im Hintergrund, wartete den perfekten Augenblick ab und drückte dann – ebenso unauffällig – den Auslöser. Mit dieser ruhigen, zurückhaltenden Art und Weise zu fotografieren, mit seinen analogen Schwarz-Weiß-Fotografien geriet er in den Jahren vor seinem Tod ins Abseits. Doch in jüngster Zeit gab es einige Museumsankäufe, unter anderem von der Beuys-Sammlung Schloss Moyland, dem Museum Tinguely, Basel und dem Centre Pompidou in Paris.

### Manfred Tischer und der Düsseldorfer Kunstverein
Bereits 1957/58 war Manfred Tischer durch einen Düsseldorfer Freund, den Maler Gerhard Wind, in die Kunstszene eingeführt worden. Mit dem Schritt in die Selbständigkeit, der 1958 erfolgte, konnte Tischer dann das „tote Antlitz der Maschinen durch die Gesichter der Kunstszene“ ersetzen. Die rege Düsseldorfer Szene begleitete er als fester freier Fotograf des Düsseldorfer Kunstvereins für die Rheinlande und Westfalen, nachdem er 1959 anlässlich der Abendausstellung mit Lichtballett von Otto Piene dessen Geschäftsführer Ewald Rathke kennengelernt hatte. Tischer dokumentierte zwischen 1960 und 1985 alle Ausstellungen und Vernissagen des Düsseldorfer Kunstvereins und war ab 1967 auch als „Hausfotograf“ der Düsseldorfer Kunsthalle tätig – eine Tätigkeit, die damals wie heute unter einem Dach stattfinden konnte, weil der Kunstverein ab 1947 die Räumlichkeiten der Kunsthalle mit Ausstellungen bespielte. Entsprechend enthält auch die Festschrift, die anlässlich des 175-jährigen Jubiläums des Kunstvereins für die Rheinlande und Westfalen 2004 veröffentlicht wurde, ein eigenes Kapitel mit Fotografien von Manfred Tischer. Seine Fotografien fanden zudem Eingang in die Kataloge etlicher von ihm dokumentierter Ausstellungen, so zum Beispiel bereits 1961 für die Publikation zur Ausstellung Aktuelle Kunst, Bilder und Plastiken aus der Sammlung Dotremont, 1964 für Victor Vasarely, Gemälde, Collagen, kinetische Objekte, Teppiche, Druckgraphik, 1965 für die Einzelausstellungen von Eva Hesse und Tom Doyle oder 1970 für Peter Brüning und 1975/76 für Ferdinand Kriwet. Uwe M. Schneede zählt in der 2009 erschienenen Publikation über Karl Ruhrberg all jene Künstler auf, die damals in Düsseldorf tätig waren (einen Großteil porträtierte Manfred Tischer im Verlauf seiner Tätigkeit) – eine Liste, die „fast ein Querschnitt durch die deutsche Kunstszene der Zeit [ist] – mit internationalen Zugaben: von der politischen Kunst bis zum Experimentalfilm, von ZERO bis zur Materialkunst, von der Konzeptkunst bis zur jungen Malerei, von Fluxus bis Minimal – eine phantastische Übersicht.“  Weshalb Schneede durchaus zuzustimmen ist, dass Düsseldorf damals „Vorort der Avantgarde“ war. Die Düsseldorfer Kunstakademie kann als Zentrum der bundesrepublikanischen Kunstszene der damaligen Zeit bezeichnet werden, „die Kunsthalle war das Epizentrum“, wodurch in Düsseldorf eine positive Ausnahmesituation herrschte, denn die Ausstellungen und Sonderveranstaltungen fanden ein interessiertes, begeisterungsfähiges, aufgeschlossenes Publikum, das seinesgleichen suchte.

### Manfred Tischer: freie Arbeiten im Kunstumfeld der Avantgarde
Parallel zu dieser festen freien Tätigkeit im Düsseldorfer Kunstverein sei er „so etwas wie der unbezahlte Hausfotograf von Otto Piene“ gewesen, meinte Manfred Tischer 2005 in einem Schreiben an den Basler Museumsdirektor Guido Magnaguagno. Er begleitete ihn entsprechend mit den übrigen ZERO-Künstlern zur Ausstellung Bewogen Beweging, die 1961 am Stedelijk-Museum in Amsterdam gezeigt wurde und die sich auf internationaler Ebene mit dem Thema „Bewegung“ in der damaligen zeitgenössischen Kunst auseinandersetzte, von der Presse allerdings verrissen wurde. Im Rahmen dieser Ausstellung trat Tischers Frau Erika in einer dort aufgeführten Aktion Pienes auf und bewegte dessen Objekte  – später durften sich dann auch gelegentlich die Kinder des Ehepaares Tischer beteiligen. Die ZERO-Feste in Düsseldorf, im Umfeld der Galerie Schmela, mit denen die Künstlergruppe auch heute noch verbunden werden, hat Manfred Tischer in die Zeitlosigkeit der Fotografie übertragen, wie er auch Fluxus-Events von Bazon Brock und Ben Vautrier begleitete und weitere Ausstellungen, die Alfred Schmela in diesen Jahren zeigte. So fotografierte Tischer dort beispielsweise 1959 Jean Tinguely, den Schmela am Vorabend der Eröffnung noch „mit 10 Mark zum Kaufhaus C&A schickte, damit er sich ein weißes Hemd kaufen solle.“  Zur Eröffnung gab es Düsseldorfer Altbier, womit eine Tradition begründet war, die später gegründete Galerien ebenfalls übernahmen. Neben den Ausstellungen in Schmelas Galerie besuchte Tischer aber auch weitere wichtige Düsseldorfer Galerien der damaligen Zeit, wie Denise René/Hans Meyer – die Galeriefusion des Esslinger Galeristen mit der Pariser Galeristin wurde 1967 in Krefeld mit einer Andy Warhol-Ausstellung gebührend begangen, bevor das Galeristen-Duo zwei Jahre später in die Düsseldorfer Altstadt umzog   – und Konrad Fischer, den man als Maler unter dem Mädchennamen seiner Mutter, als Konrad Lueg, kennt. Er organisierte 1963 in einer ehemaligen Metzgerei gegenüber der Galerie 22 von Jean-Pierre Wilhelm eine erste Ausstellung mit deutscher Pop Art, bevor er 1967 unter seinem Geburtsnamen in den Galeriebetrieb einstieg. Seine Ausrichtung auf die amerikanische Avantgarde, den Minimalismus und die Konzeptkunst, trugen in diesen Jahren zur Internationalisierung des Düsseldorfer Kunstbetriebs bei.
Mit Konrad Klapheck, den Schmela ebenfalls im Jahr 1959 präsentierte, war Manfred Tischer befreundet, wie mit einer ganzen Reihe weiterer Künstler. Zahlreiche Reisen – wie jene nach Amsterdam, zuvor bereits mit den ZERO-Künstlern nach New York, aber auch nach Paris – prägten Tischers Leben. 1962 besuchte er zusammen mit Otto Piene Yves Klein kurz vor dessen Tod in der Pariser Galerie Iris Clert; das dort entstandene Bild der beiden Künstler zeugt von der Intimität, die Tischer einzufangen in der Lage war. In New York lernte Tischer 1965 die damals noch unbekannte Künstlerin Eva Hesse kennen, die er dann auch in ihrem Essener Atelier aufsuchte und porträtierte,  wie er dies auch bei Gerhard Richter realisieren konnte. Nachdem er 1968 ohne speziellen Fotografenauftrag die Biennale besucht und dokumentiert hatte, begleitete er 1976 Joseph Beuys und Jochen Gerz zur Biennale di Venezia, wo die beiden Künstler zusammen mit Reiner Ruthenbeck den von Klaus Gallwitz kuratierten Deutschen Pavillon bespielten. Auch deren Auftritt auf der Kasseler documenta 6 1977 wurde von Manfred Tischer dokumentiert, der zuvor schon 1959 und 1964 diese 100 Tage dauernde Avantgarde-Schau besucht hatte. Im Künstler-Atelier, beim Aufbau von Ausstellungen und anschließend bei deren Eröffnungen – Manfred Tischer war zwar immer dabei, er hielt sich aber im Hintergrund und zeigt damit in seinen Schwarz-Weiß-Bildern die Künstler unverstellt, ohne Pose und Inszenierung.
Hin und wieder erhielt Manfred Tischer auch Aufträge, wie beispielsweise Ende 1964 vom Düsseldorfer Handelsblatt, für das er den Grill von Jean Tinguely in der Basler Galerie Handschin fotografieren sollte. Die Ausstellungseröffnung war ebenfalls eingebunden in eine künstlerische Aktion, bei der sich eine Ochsenhälfte am Spieß drehte und das Publikum zum Würstchenverzehr eingeladen wurde – passend zur Eat Art, die Tinguely zur damaligen Zeit, auch zusammen mit Daniel Spoerri, anfertigte.

## Rechtsstreit um die Ausstellung von Tischer-Fotografien (2009–2013)
Manfred Tischer wurde einer breiteren Öffentlichkeit 2009 bekannt, als es wegen der Ausstellung Joseph Beuys – Unveröffentlichte Aufnahmen von Manfred Tischer im Museum Schloss Moyland zu einem Rechtsstreit der Erben Tischers mit der VG Bild-Kunst und der Beuys-Witwe Eva (geb. Wurmbach, seit 1959 mit Beuys verheiratet) kam. Im Mai 2013 hatte der Bundesgerichtshof letztinstanzlich in seinem Grundsatzurteil entschieden, dass die Fotos als eigenständige künstlerische Leistung gezeigt werden dürfen. Damit hat der BGH einen Präzedenzfall geschaffen, der für Künstler weitreichende Folgen hat: Fotografien und Video-Dokumentationen ihrer Arbeiten unterliegen dem Urheberschutz ihres jeweiligen Produzenten, also des Fotografen bzw. des Filmers, nicht aber des Künstlers selbst.

### Die Beuys-AktionDas Schweigen von Marcel Duchamp wird überbewertet(1964)
Nachdem die Leitung des Museums Schloss Moyland in Bedburg-Hau noch zu Manfred Tischers Lebzeiten 22 seiner Fotografien erworben hatte, wurden diese ab 2009, also bereits nach seinem Tod, in der Ausstellung Joseph Beuys – Unveröffentlichte Aufnahmen von Manfred Tischer gezeigt. Es handelt sich dabei um zwei Foto-Serien, die Manfred Tischer Anfang der 1960er Jahre anfertigte: Er dokumentierte Beuys’ erste große Einzelausstellung im Museum Haus Koekkoek in Kleve 1961, um deren Zusammenstellung Beuys das Sammlerpaar Franz Joseph van der Grinten und Hans van der Grinten gebeten hatte. 1964 schuf Tischer die einzigen Zeitzeugendokumente der „ersten theoretisch ansetzenden Aktion, die einen kunsthistorischen Bezug offenbart“ von Joseph Beuys, Das Schweigen von Marcel Duchamp wird überbewertet. Anlässlich der Sammlungspräsentation verlautbarte das Museum Schloss Moyland: „Mit dem Erwerb dieser beiden bedeutenden Fotoserien von Manfred Tischer kann das Joseph Beuys Archiv nicht nur einen wichtigen Sammlungszuwachs im Bereich der Fotografie verzeichnen. Die Ausstellung macht die Öffentlichkeit mit einer der wichtigsten frühen Aktionen von Joseph Beuys 1964 bekannt und verdeutlicht mit der Ausstellung 1961 nicht nur ein entscheidendes Ereignis in der einzigartigen Sammler-Künstlerbeziehung, sondern auch damit in der Sammlungsgeschichte des Museums Schloss Moyland.“ Auf den insgesamt 19 Fotografien von Manfred Tischer wird die am 11. Dezember 1964 im ZDF-Landesstudio Nordrhein-Westfalen aufgeführte Kunstaktion von Joseph Beuys Das Schweigen von Marcel Duchamp wird überbewertet dokumentarisch festgehalten. Beuys montierte im Verlauf der Aktion vor laufender Kamera eine Fettecke aus Margarine in einem nach einer Seite hin offenen Bretterverschlag. Der Künstler, „eine Filzdecke mit sich ziehend, betrat das Aktionsfeld, legte die Filzdecke ab, entnahm einem Margarinekarton die einzelnen Packungen und stapelte sie.“ Mit dieser Aktion bezog sich Beuys darauf, dass Marcel Duchamp später sein Kunstschaffen komplett aufgab, um nur noch dem Schachspiel und der Schriftstellerei nachzugehen; insofern werten Götz Adriani und Karin Thomas bereits den Titel als eine „Kritik an Duchamps Kunstbegriff.“

### Der Rechtsstreit um die Fotografien (2009–2013)
Der direkt auf das Zeigen der Fotografien im Ausstellungskontext folgende, mehrjährige Rechtsstreit zwischen der VG Bild-Kunst einerseits und der Stiftung Museum Moyland andererseits entzündete sich an der Präsentation der Fotografien von Manfred Tischer, die dieser während der Live-Kunstaktion 1964 aufgenommen hatte. Rechtlich ging es im Kern um die Frage, ob der Kunstaktion urheberrechtlicher Schutz zukommt und ob aus diesem Urheberrecht heraus gegen die Präsentation der Fotografien vorgegangen werden kann. Klägerin war die Verwertungsgesellschaft Bild-Kunst, der von Beuys’ Rechtsnachfolgerin, seiner Witwe Eva Beuys, einige Nutzungsrechte an Beuys’ Werken eingeräumt worden waren. (Bei dem Verfahren handelte es sich, wie Hertin bemerkt, tatsächlich wohl um einen von mehreren „Nebenkriegsschauplätzen“ in einem langwierigen Streit zwischen der Beuys-Witwe und der Stiftung. Beuys hatte zeitlebens ganze Konvolute seiner Arbeiten sowie sein Archiv an zwei Freunde übergeben, die ihn in jungen Jahren unterstützt hatten. Die Stiftung war mit der Auswertung dieses Bestandes befasst. Hieran nahm Eva Beuys Anstoß.)
Die VG Bild-Kunst begehrte ein Verbot der Ausstellung und argumentierte, bei der Kunstaktion handele es sich um eine persönliche geistige Schöpfung; sie genieße urheberrechtlichen Schutz. Die Fotografien stellten sodann eine Bearbeitung oder andere Umgestaltung der Kunstaktion dar (§ 23 UrhG). Durch die Ausstellung würden die Fotografien ohne die nach § 23 UrhG erforderliche Einwilligung verwertet. Dem hielt die Beklagte materiell im Wesentlichen entgegen, die Aktion sei bereits kein urheberrechtlich geschütztes Werk. Mitte 2009 erließ das Landgericht Düsseldorf eine einstweilige Verfügung zugunsten der VG Bild-Kunst: Die Aktion sei urheberrechtlich geschützt. Durch die Übertragung des dynamischen Prozesses in einen statischen (Fotografie) unter Einbezug der prägenden schöpferischen Elemente der Kunstaktion sei diese umgestaltet worden. Eine Vervielfältigung schließlich sei durch die Ausstellung zwar nicht erfolgt. Doch werde durch die Ausstellung dennoch in ein Verwertungsrecht eingegriffen; die Aufzählung von Verwertungsrechten in § 15 UrhG sei nicht abschließend und mithin „jede nicht mehr private Handlung, welche wirtschaftliche Interessen des Urhebers berührt,“ als Verwertung zu qualifizieren. Aufgrund der Verfügung mussten die bereits ausgestellten Fotografien abgehängt werden. In seiner im September 2010 ergangenen Entscheidung im Hauptsacheverfahren hielt die Kammer an dieser Ansicht fest.
Die Berufung der Stiftung Schloss Moyland blieb weitgehend erfolglos. Auch das Oberlandesgericht sah die Aktion als nach § 2 UrhG geschütztes Werk an; relevante Ausdrucksmittel seien bestimmte „szenische[] Handlungsabläufe in einem besonders arrangierten Raum unter Einsatz ersichtlich sorgfältig ausgewählter, zum Teil ganz ausgefallener Gegenstände in einer durchaus nicht naheliegenden Anordnung sowie so merkwürdige Hervorbringungen wie eine Fettecke an einem Holzverschlag in zwei durch eine Filzdecke getrennten Schichten und eines mit Margarine verlängerten Spazierstocks“. Weil die Bilderreihe die Aktion in Teilen körperlich festlege, liege eine Vervielfältigung vor. Da die Vervielfältigung nicht unverändert erfolgt sei, sondern schon durch die Änderung des Mediums verkürzend wirke, handele es sich außerdem um eine Umgestaltung. Das Oberlandesgericht ließ die Revision zu.
Auf die von der Stiftung Schloss Moyland eingelegte Revision hob der Bundesgerichtshof (BGH) die vorinstanzliche Entscheidung auf. Der BGH störte sich zunächst an der Beurteilung des Urheberrechtsschutzes: Oberlandesgericht wie Landgericht hätten übersehen, dass ein möglicher Schutz der Aktion nicht nach dem 1965 in Kraft getretenen UrhG, sondern nach dem 1964 geltenden Gesetz betreffend das Urheberrecht an Werken der Literatur und der Tonkunst (LUG) zu beurteilen sei. Gleichzeitig betonte der Senat jedoch auch, dass die von der Revision erhobenen Zweifel an der Schutzfähigkeit nicht durchgriffen. Ob die Fotografien Umgestaltungen darstellten, sei vor dem Hintergrund der unzureichenden Tatsachenfeststellungen über die geschützten Elemente der Aktion nicht beurteilbar. Weitere Feststellungen seien indes nicht zu erwarten. Die verbliebenen Zweifel gingen zu Lasten der Klägerin als Anspruchstellerin. Damit scheiterte die Klage von VG Bild-Kunst/Eva Beuys gegen die Ausstellung von Tischers Aktionsfotografien letztinstanzlich.
Die Entscheidung des BGH wurde im Schrifttum intensiv diskutiert. Das Museum Schloss Moyland reagierte positiv auf das Karlsruher Urteil: „Nach langen Jahren juristischer Auseinandersetzungen mit der VG Bild-Kunst und mit der Beuys-Witwe Eva Beuys wurde ein wichtiger Sieg für die Kunst errungen. Mit diesem Urteil ist die Gefahr gebannt, dass Fotografien von dynamischen Kunstwerken nicht mehr ohne Zustimmung des Künstlers oder seiner Erben ausgestellt werden dürfen. Der öffentliche und wissenschaftliche Zugang zu solchen Werken ist damit vorerst gesichert.“

### Rezeption des Urteils
Das Schweizer Künstlerduo Caroline Bachmann und Stefan Banz setzt sich seit 2006 intensiv mit dem Werk von Marcel Duchamp auseinander. Das Gerichtsurteil war für die beiden Künstler Bachmann und Banz willkommener Anlass, Duchamps im Philadelphia Museum of Art befindliche Arbeit Die Braut von ihrem Junggesellen nackt entblößt, sogar (Das große Glas) (1915–1923) mit der Beuys-Aktion zu kombinieren. Ihre Arbeit Das Schweigen der Junggesellen holt die flachen Gussformen aus der unteren Hälfte des Duchamp-Werkes in den dreidimensionalen Raum: Bei Bachmann und Banz werden sie schachfigurenartig zu lebensgroßen Metallfiguren, die vom Betrachter durch den Ausstellungsraum bewegt werden können. Auf der Wand angebracht findet sich der Wortlaut des Richterspruchs, mit dem das OLG Düsseldorf das Ausstellen der Fotos von Manfred Tischer untersagte. Diese sind in einem weiteren Raum erstmals wieder seit der Revision durch den BGH zu sehen.
Bachmann & Banz reizte an der Auseinandersetzung vor allem die Urheberrechtsfrage: Der Name Marcel Duchamp ist, darauf wiesen sie im Gespräch mit Barbara Strieder hin, mittlerweile selbst urheberrechtlich geschützt. Es sei insofern eine „kuriose Geschichte“, denn „wenn Beuys seine öffentliche Aktion – der er nachträglich den Titel Das Schweigen von Marcel Duchamp wird überbewertet – gab, morgen Abend hier im Museum Schloss Moyland aufführen würde, müsste er streng genommen zuerst die Rechtsnachfolger von Marcel Duchamp für den Gebrauch des Namens um Erlaubnis fragen. Und deshalb ist auch die Copyright-Frage bezüglich des Inhalts der Tischer-Fotografien nicht eindeutig zu beantworten. Darüber hinaus wäre Beuys’ Aktion 1964 ohne das Werk und die Berühmtheit von Marcel Duchamp eine ganz andere gewesen. Der damals noch weitgehend unbekannte Beuys hatte Duchamps Namen auch in der Hoffnung benutzt, sich damit in den Kanon der Kunstgeschichte einzuschreiben.“ Berücksichtigt man den Hinweis auf den Urheberrechtsschutz zusätzlich für den Namen Marcel Duchamp, erhält das BGH-Urteil nochmals eine größere Tragweite für die Kunstwelt, denn deutlich wird, dass auch Joseph Beuys nicht im kunstfreien Raum agierte, sondern selbst auf einen anderen – weitaus bekannteren – Künstler zurückgriff, dessen Erben (wäre das OLG-Urteil rechtskräftig bestätigt worden) ebenfalls hätten Ansprüche geltend machen können.

## Werke
- Das fotografische Werk von Manfred Tischer ist zum Großteil digitalisiert und einsehbar über www.tischer.org
- 11. Dez. 1964 Dokumentation der ZDF-Sendung Die Drehscheibe, in der Tischer die live aus dem Landesstudio NRW bundesweit ausgestrahlte Kunstaktion von Joseph Beuys Das Schweigen von Marcel Duchamps wird überbewertet fotografisch begleitete. Dabei handelt es sich um die einzigen zeithistorischen Dokumente, die heute noch von der rund 30 Minuten dauernden Beuys-Aktion existieren. Im Fernsehstudio war ein zu einer Seite geöffneter Bretterverschlag aufgebaut, in dem Beuys, mit Filzdecke bewehrt, eine Fettecke anbrachte. Auf dem Fußboden lag eine quadratische Platte, auf die mit brauner Farbe ein Beuys-Gehilfe die Worte DAS SCHWEIGEN VON MARCEL DUCHAMP WIRD ÜBERBEWERTET schrieb, die der Aktion ihren Namen gaben. Die Ausstellung der Fotografien 2009 im Museum Schloss Moyland unter dem Titel Joseph Beuys – Unveröffentlichte Aufnahmen von Manfred Tischer führten zu einem Rechtsstreit, der 2013 vor dem Bundesgerichtshof zugunsten der Tischer-Erben sowie des Schlosses Moyland bzw. zu Ungunsten der VG Bild-Kunst und der Beuys-Witwe Eva Beuys entschieden wurde.
- 1968 Kurzfilm 16 mm, s/w, über das Aufstellen einer Plastik durch Hans Aeschbacher zur Biennale di Venezia (unveröffentlicht)
- 1977 Film „Konrad Klapheck – die Entstehung eines Bildes“: in mehrjähriger Zusammenarbeit zwischen Tischer und Klapheck entstanden, zeigt der Film die Entstehung einiger Kunstwerke von der Motivsuche bis zum dann präsentierten Bild. Erstausstrahlung: 20. Oktober 1977 im 3. Programm des WDR.
- Um 1970 Kurzfilm 16 mm, s/w, über eine Performance von Jochen Gerz (unveröffentlicht)
- 1970, vermutlich Galerie Parnass, Wuppertal: Jochen Gerz, Ausstellungsansichten, darunter eine Ansammlung von Eisenstühlen nach der Fahrt mit der Transsibirischen Eisenbahn mit Bleiplatten, auf denen Barfuß-Abdrücke von Jochen Gerz zu sehen sind, sowie die Installation einer großen runden Scheibe, auf der sowohl eine filmende Kamera, als auch ein laufender Fernseher zu sehen sind. Zudem Fotografien von Jochen Gerz während einer Performance, innerhalb derer er sich mit roter und lila Farbe einstreicht und anschließend zitternd vor einer Kamera liegt (3 Handlungsteile).

## Ausstellungen
- 2009: Joseph Beuys – Unveröffentlichte Aufnahmen von Manfred Tischer, Museum Schloss Moyland (10. Mai–13. September 2009, vorzeitig entfernt aufgrund des Einspruchs durch Eva Beuys und die VG Bild-Kunst; seit 2009 befinden sich die Fotografien in der ständigen Sammlung des Museums)
- 2014: Im Zusammenhang mit der Ausstellung Caroline Bachmann/Stefan Banz. Das Schweigen der Junggesellen, Museum Schloss Moyland (16. Februar–27. April 2014)
- 2014: In der Ausstellung Beuys – Brock – Vostell, ZKM | Zentrum für Kunst und Medientechnologie (24. Mai–9. November 2015)
- 2014/2015: Im Rahmen der Ausstellung ZERO: Countdown to Tomorrow, 1950s–60s, Guggenheim Museum New York (10. Oktober 2014–7. Januar 2015)
- 2014/15: In der Ausstellung Zero: Let Us Explore the Stars, Stedelijk Museum Amsterdam (4.7.14–8.11.15)

## Ankäufe
- 2005: Museum Tinguely, Basel: 40 Fotos zum Leben und künstlerischen Schaffen von Jean Tinguely (Galerie Schmela, Düsseldorf; Ausstellung in Krefeld; 1959 Galerie Iris Clert, Paris; Ausstellung bewogen, beweging, Amsterdam; Sammlung Wolfgang Hahn)
- Stadt Düsseldorf: Künstlerfotos und ZERO-Fotografien
- Centre Georges Pompidou, Paris: Fotografie-Serie zu Jean Tinguely
- Whitney Museum of American Art, New York: Fotoporträts Eva Hesse

## Auszeichnungen
- 1983 „Goldene Filmrolle“ der Accademia Internazionale dell’Arte Fotografia

## Publizierte Fotografien (Auswahl)
- Renate Buschmann und Stephan von Wiese (Hrsg.): Fotos schreiben Kunstgeschichte. Ausst.kat. museum kunst palast Düsseldorf/AFORK, Archiv Künstlerische Fotografie der Rheinischen Kunstszene. Köln 2007, ISBN 978-3-8321-9058-3
- Renate Damsch-Wiehager (Hrsg.): nul. Die Wirklichkeit als Kunst fundieren. Die niederländische Gruppe Nul 1960–1965. Und heute. Ostfildern 1993, ISBN 3-89322-535-8
- Kunstverein für die Rheinlande und Westfalen (Hrsg.): 175 Jahre Kunstverein für die Rheinlande und Westfalen. Düsseldorf 2004, ISBN 3-925974-64-4
- Friedrich Meschede; Guido de Wird (Hrsg.): Mit der Möglichkeit, gesehen zu werden. Dorothee und Konrad Fischer: Archiv einer Haltung. Ausst.kat. Museu d’Art Contemporani de Barcelona (MACBA)/Museum Kurhaus Kleve. Düsseldorf 2010, ISBN 978-84-92505-38-8 (deutsche und spanisch/katalanische Ausgabe)
- museum kunstpalast düsseldorf (Hrsg.): ZERO in der Fotografie. Düsseldorf 2008 (Reihe spot on, Bd. 1).
- Marie-Luise Otten (Hrsg.): Von Dada bis Beuys. 30 Jahre Kunstverein für die Rheinlande und Westfalen mit Karl-Heinz Hering. Ratingen 1998, ISBN 3-00-003137-5
- Uwe M. Schneede: Karl Ruhrberg. Köln 2009, ISBN 978-3-86560-724-9 (= Reihe Energien | Synergien, Hrsg. von der Kunststiftung NRW, Bd. 10)
- Uwe M. Schneede: Joseph Beuys – die Aktionen: Kommentiertes Werkverzeichnis mit fotografischen Dokumentationen. Stuttgart 1984, ISBN 3-7757-0450-7
- Sperone Westwater Gallery, New York: ZERO NY 2008. Gent 2008, ISBN 978-90-76979-73-1

### Für den Kunstverein Düsseldorf angefertigte und in Ausstellungskatalogen publizierte Fotografien
- 09. Sep. 1960 – 30. Okt. 1960. Kunstverein für die Rheinlande und Westfalen (Hrsg.): Ernst Ludwig Kirchner. Düsseldorf 1960.
- 03. März 1961 – 09. Apr. 1961. Kunstverein für die Rheinlande und Westfalen (Hrsg.): Aktuelle Kunst, Bilder und Plastiken aus der Sammlung Dotremont. Düsseldorf 1961.
- 29. Mai 1961 – 16. Juli 1961. Kunstverein für die Rheinlande und Westfalen (Hrsg.): Fritz Peretti. Düsseldorf 1961.
- 20. März 1962 – 23. Apr. 1962. Kunstverein für die Rheinlande und Westfalen (Hrsg.): Gérard Schneider. Düsseldorf 1962 (Titelfoto).
- 15. Juni 1962 – 22. Juli 1962. Kunstverein für die Rheinlande und Westfalen (Hrsg.): Zehn Jahre Großer Kunstpreis des Landes Nordrhein-Westfalen. Düsseldorf 1962.
- 02. Okt. 1962 – 04. Nov. 1962. Kunstverein für die Rheinlande und Westfalen (Hrsg.): Hermann Ratjen. Malerei. Düsseldorf 1962.
- 18. Jan. 1963 – 24. Feb. 1963. Kunstverein für die Rheinlande und Westfalen (Hrsg.): Curt Craemer. Malerei, Zeichnungen, Illustrationen. Düsseldorf 1963.
- 24. Jan. 1963 – 24. Feb. 1963. Kunstverein für die Rheinlande und Westfalen (Hrsg.): Ludwig Memelmans. Ölbilder, Gouachen, Illustrationen, Bücher. Düsseldorf 1963.
- 08. März 1963 – 15. Apr. 1963. Kunstverein für die Rheinlande und Westfalen (Hrsg.): Kunsthandwerk in Nordrhein-Westfalen. Düsseldorf 1963.
- 06. Juni 1963 – 08. Juli 1963. Kunstverein für die Rheinlande und Westfalen (Hrsg.): Kurt Neyers. Düsseldorf 1963 (Titelfoto).
- 14. Jan. 1964 – 09. Feb. 1964. Kunstverein für die Rheinlande und Westfalen (Hrsg.): Zehn junge Düsseldorfer Maler. Düsseldorf 1964.
- 18. Feb. 1964 – 15. März 1964. Kunstverein für die Rheinlande und Westfalen (Hrsg.): Victor Vasarely. Gemälde, Collagen, kinetische Objekte, Teppiche, Druckgrafik. Düsseldorf 1964.
- 17. Juli 1964 – 30. Aug. 1964. Kunstverein für die Rheinlande und Westfalen (Hrsg.): Gerhard Wind. Düsseldorf 1964 (Titelfoto).
- 30. Nov. 1964 – 24. Jan. 1965. Kunstverein für die Rheinlande und Westfalen (Hrsg.): Carl Weisgerber. Düsseldorf 1964.
- 02. Feb. 1965 – 14. März 1965. Kunstverein für die Rheinlande und Westfalen (Hrsg.): Vier Schweizer Bildhauer. Hans Aeschbacher, Walter Bodmer, Walter Linck, Bernhard Luginbühl. Düsseldorf 1965.
- 06. Aug. 1965 – 17. Okt. 1965. Kunstverein für die Rheinlande und Westfalen (Hrsg.): Eva Hesse. Materialbilder und Zeichnungen. Düsseldorf 1965 (Titelfoto).
- 06. Aug. 1965 – 17. Okt. 1965. Kunstverein für die Rheinlande und Westfalen (Hrsg.): Tom Doyle. Düsseldorf 1965 (Titelfoto).
- 08. Dez. 1966 – 22. Jan. 1967. Kunstverein für die Rheinlande und Westfalen (Hrsg.): Paul Wunderlich. Das graphische Werk 1949 bis 1966. Ölbilder 1960 bis 1966. Düsseldorf 1966.
- 27. Jan. 1967 – 05. März 1967. Kunstverein für die Rheinlande und Westfalen (Hrsg.): Corneille, Ölbilder und Gouachen bis 1966. Düsseldorf 1967.
- 01. Mai 1967 – 17. Juni 1967. Kunstverein für die Rheinlande und Westfalen (Hrsg.): Kunst des 20. Jahrhunderts aus rheinisch-westfälischem Privatbesitz. Düsseldorf 1967.
- 30. Okt. 1970 – 03.Jan. 1970. Kunstverein für die Rheinlande und Westfalen (Hrsg.): Peter Brüning. Superländer und Signale. Düsseldorf 1970.
- 01. Feb. 1974 – 31. März 1974. Kunstverein für die Rheinlande und Westfalen (Hrsg.): Heinz te Laake. Werke 1947–1974. Düsseldorf 1974 (Titelfoto).
- 09. Apr. 1974 – 09. Juni 1974. Kunstverein für die Rheinlande und Westfalen (Hrsg.): Ursula. Werke 1960–1974. Düsseldorf 1974.
- 21. Nov. 1975 – 18. Jan. 1976. Kunstverein für die Rheinlande und Westfalen (Hrsg.): Kriwet. Arbeiten 1960–1975. Düsseldorf 1975.
- 30. Jan. 1976 – 21. März 1976. Kunstverein für die Rheinlande und Westfalen (Hrsg.): Hede Bühl, Skulpturen, 1958–1975. Zeichnungen, Skizzen, Radierungen. Düsseldorf 1976.
- 14. Juli 1979 – 02. Dez. 1979. Kunstverein für die Rheinlande und Westfalen (Hrsg.): 5 × 30, Düsseldorfer Kunstszene aus fünf Generationen, 150 Jahre Kunstverein für die Rheinlande und Westfalen, 1829–1979. Düsseldorf 1976.